# 30229 Neilbowles
30229 Neilbowles este o planetă minoră (asteroid) din centura de asteroizi. A fost descoperită pe 7 aprilie 2000 la Stația Anderson Mesa de Lowell Observatory Near-Earth-Object Search. 
Obiectul prezintă o orbită caracterizată de o semiaxă mare de 2,6544227 UAi, o excentricitate de 0,17, o înclinație de 13,13496 ° în raport cu ecliptica.